# Viaggio nella paura
Viaggio nella paura (in inglese, Journey into Fear) è un romanzo dell'autore britannico Eric Ambler, pubblicato nel 1940.
In italiano è stato tradotto per la prima volta da Mariagrazia Gini nel 2015.

## Trama
Il romanzo è ambientato all'inizio della seconda guerra mondiale. Howard Graham è un ingegnere di armamenti britannico che deve rientrare dalla Turchia, dove ha completato i preparativi tecnici per un progetto della marina turca. Il rappresentante della sua azienda in Turchia, Kopeikin, lo porta in un locale notturno di Istanbul, dove incontra Josette, una ballerina ungherese, e vede un uomo con un vestito sgualcito che lo osserva.
Tornando alla sua camera d'albergo, Graham viene colpito da un proiettile, ma viene solo sfiorato alla mano. Sfortunatamente Graham non vede il volto di chi ha sparato. Kopeikin lo porta dal colonnello Haki, il capo della polizia segreta (personaggio che compare anche ne La maschera di Dimitrios e che ritorna nelle storie successive di Ambler come generale).
Haki informa Graham che le spie tedesche stanno cercando di assassinarlo, a causa dei segreti che Graham ha in testa e che non ha messo per iscritto: una marina turca più debole migliorerebbe la posizione della Germania nella guerra. Graham identifica l'uomo con il vestito sgualcito da una fotografia e Haki gli rivela che si tratta di Banat, un sicario rumeno. Haki insiste affinché Graham torni a casa con una nave, sulla quale ha controllato tutti i passeggeri.
Kopeikin dà a Graham un revolver. A bordo della nave, Graham è sorpreso di incontrare Josette e il suo partner/pappone spagnolo José. A bordo ci sono anche un anziano archeologo tedesco, Haller, e sua moglie; un commerciante di tabacco turco, Kuvetli; una coppia di francesi, i Mathis, e una signora italiana con suo figlio.
La nave attracca ad Atene e Graham scende a terra per visitare la città. Quando torna, scopre con orrore che la nave ha imbarcato un altro passeggero, che riconosce come Banat. Banat finge di essere un greco. Il commissario di bordo si rifiuta di far sbarcare Graham, credendolo pazzo. Tornando alla sua cabina, scopre che gli è stato rubato il revolver.
Graham cerca la sua arma nella stanza di Banat, ma non la trova. Haller si rivela essere Moeller, una spia tedesca. Questi propone di risparmiare la vita di Graham se accetta di essere tenuto sotto sorveglianza armata per sei settimane. Kuvetli si rivela invece un agente turco che cerca di aiutare Graham: egli intende lasciare la nave con una barca pilota prima dell'attracco, per far sì che Graham venga scortato fuori dalla nave lontano dagli assassini tedeschi. Tuttavia, Graham trova Kuvetli assassinato. In seguito, Graham scopre che Mathis ha un revolver, che prende in prestito.
Quando la nave attracca, Graham viene scortato da Moeller e Banat fino alla loro auto. I tre percorrono una strada di campagna, rivelando la loro intenzione di uccidere Graham. Tuttavia, Graham riesce a usare il revolver di Mathis per uccidere Banat, e a saltare fuori dall'auto, sparando al serbatoio e provocando un'esplosione che uccide gli altri occupanti.
Il console turco mette Graham su un treno che attraversa il confine. Si riunisce quindi con Josette, José e i Mathis.

## Edizioni
- Eric Ambler, Viaggio nella paura, traduzione di Mariagrazia Gini, Milano, Collana Fabula n.284, Adelphi, 2015, ISBN 978-88-459-2979-3.

## Adattamenti
Un adattamento cinematografico del 1943 aveva come protagonista Joseph Cotten, con Orson Welles nel duplice ruolo di attore e produttore.
Un adattamento televisivo fu prodotto nel 1966, con Jeffrey Hunter nel ruolo di Graham.
Un altro adattamento cinematografico fu realizzato nel 1975, Journey Into Fear, diretto da Daniel Mann e interpretato da Sam Waterston e Vincent Price. Nel 2001, un artista di Vancouver, Stan Douglas, realizzò un remake del film come installazione cinematografica, con una colonna sonora ricombinante.